# General Terán
General Terán es una población de México ubicado en el estado de Nuevo León. Le fue dado este nombre en honor al general Manuel Mier y Terán, insurgente novohispano que peleó en las filas de Miguel Hidalgo y Costilla en 1810 y después con José María Morelos y Pavón, en contra de la monarquía española y en favor de la independencia de México.

## Historia
Surgió como primer asentamiento como la Hacienda de la Soledad de la Mota, situada en la margen norte del río El Pilón, en su derredor se fundaron otras haciendas como la del Ojo de Agua, la de San Rafael del Llano, la de La Purísima, la de San Pedro, la de San Pablo, etc., pero la de la Soledad destacó por sobre todas, con un mayor desarrollo.
Los primeros pobladores de este lugar fueron las tribus de los borrados y los rayados, indios salvajes que se extendían desde lo que hoy es Cerralvo hasta General Terán.
En el siglo XIX y debido a la importancia agrícola y ganadera del Valle de la Mota, fue elevado a la categoría de Villa o Municipio libre el 31 de marzo de 1851, por decreto n.º 112 del C. Gobernador del Estado Agapito García, con el nombre de General Terán, Nuevo León. 
En el siglo XX, con fecha 31 de octubre de 1977, siendo Gobernador del Estado el Lic. Pedro G. Zorrilla Martínez y por decreto n.º 73, General Terán se eleva a la categoría de Ciudad. 
Al norte de la cabecera municipal de lo que hoy es General Terán, se encuentra situada la propiedad ahora conocida como Soledad de la Mota, en donde el entonces presidente de México, Plutarco Elías Calles, organizó y afinó la creación del instituto político conocido en nuestros días como Partido Revolucionario Institucional (PRI).
La primera carretera pavimentada del estado de Nuevo León, es la que conecta el Municipio de Montemorelos con el de General Terán, esto debido a que en la década de 1920 el presidente de México Plutarco Elías Calles, viajaba desde la Ciudad de México, para pasar unos días en su propiedad del municipio de General Terán, hacía el recorrido en tren hasta el municipio de Montemorelos y tomaba un automóvil para llegar a General Terán, ubicada a tan solo 17 km de distancia.

## Economía

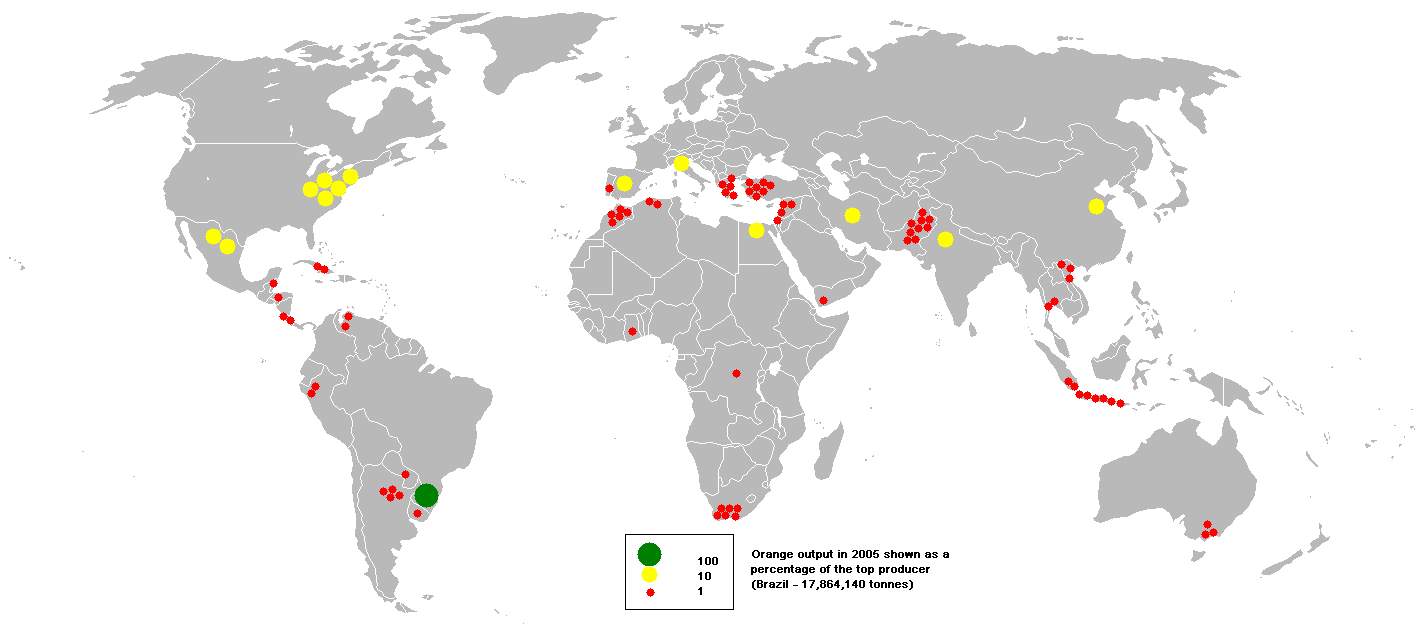
La región citrícola de la que forma parte el municipio de General Terán produce una cantidad importante de naranja a nivel internacional, este mapa muestra la producción mundial de naranjas en 2005.

### Agricultura

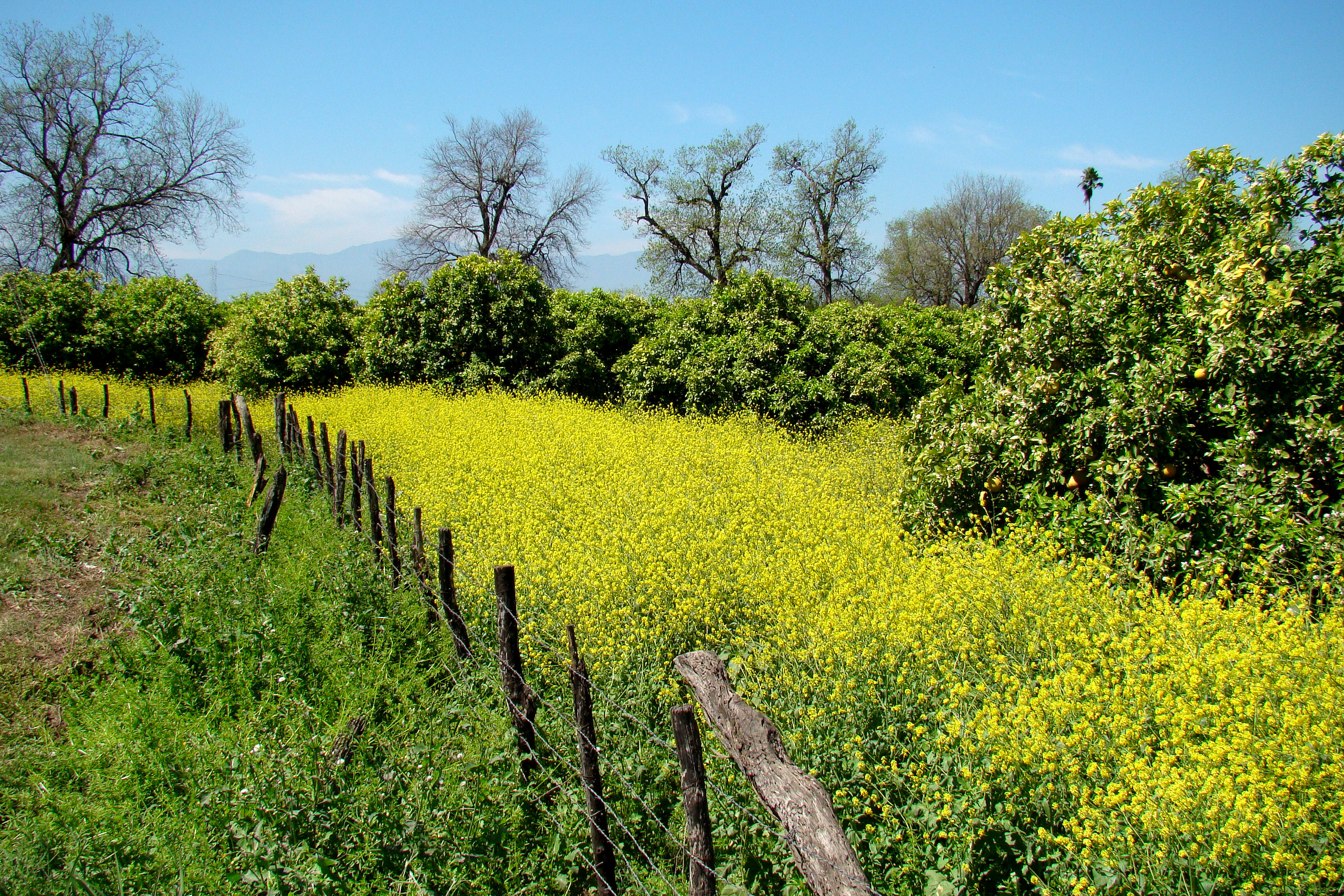
Huerta de naranjos en General Terán.

Principalmente cuenta con huerta de naranja, cultivos temporales de maíz, frijol, trigo y sorgo. Así como recientemente la producción de hortalizas y plantas.

### Ganadería
En el municipio destaca principalmente la cría de ganado vacuno, caprino, porcino, equino y mular, se crían gallinas y guajolotes.

### Industria
Cuenta con una comercializadora de maquinaria metal mecánica con ventas nacionales e internacionales Maquinaria Chicago, una fábrica procesadora de manteca, bloqueras, maquiladoras de ropa y flores artificiales. También tiene una planta procesadora de frutas cítricas llamada Profrut.

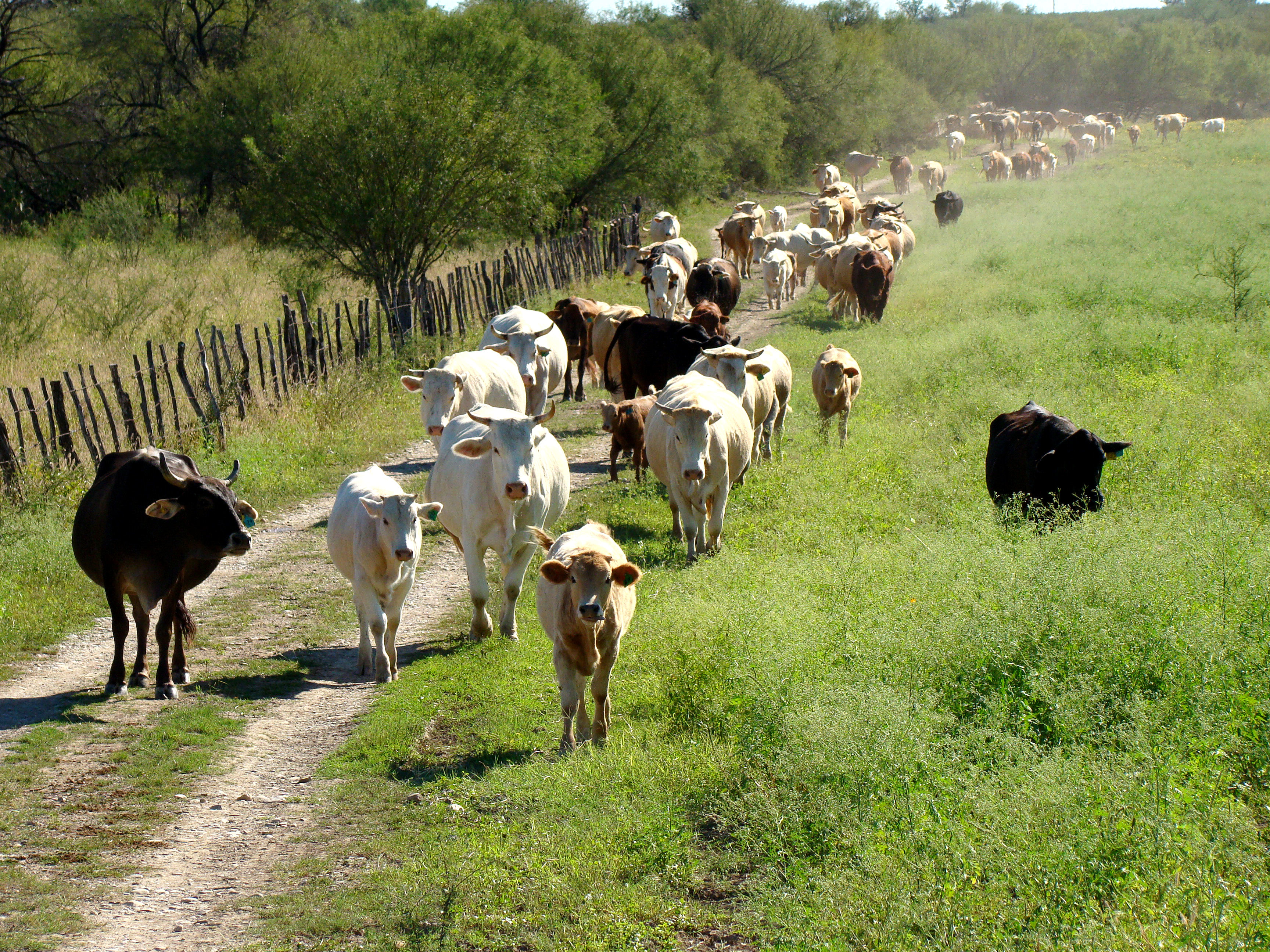
Ganado vacuno de General Terán.

### Turismo

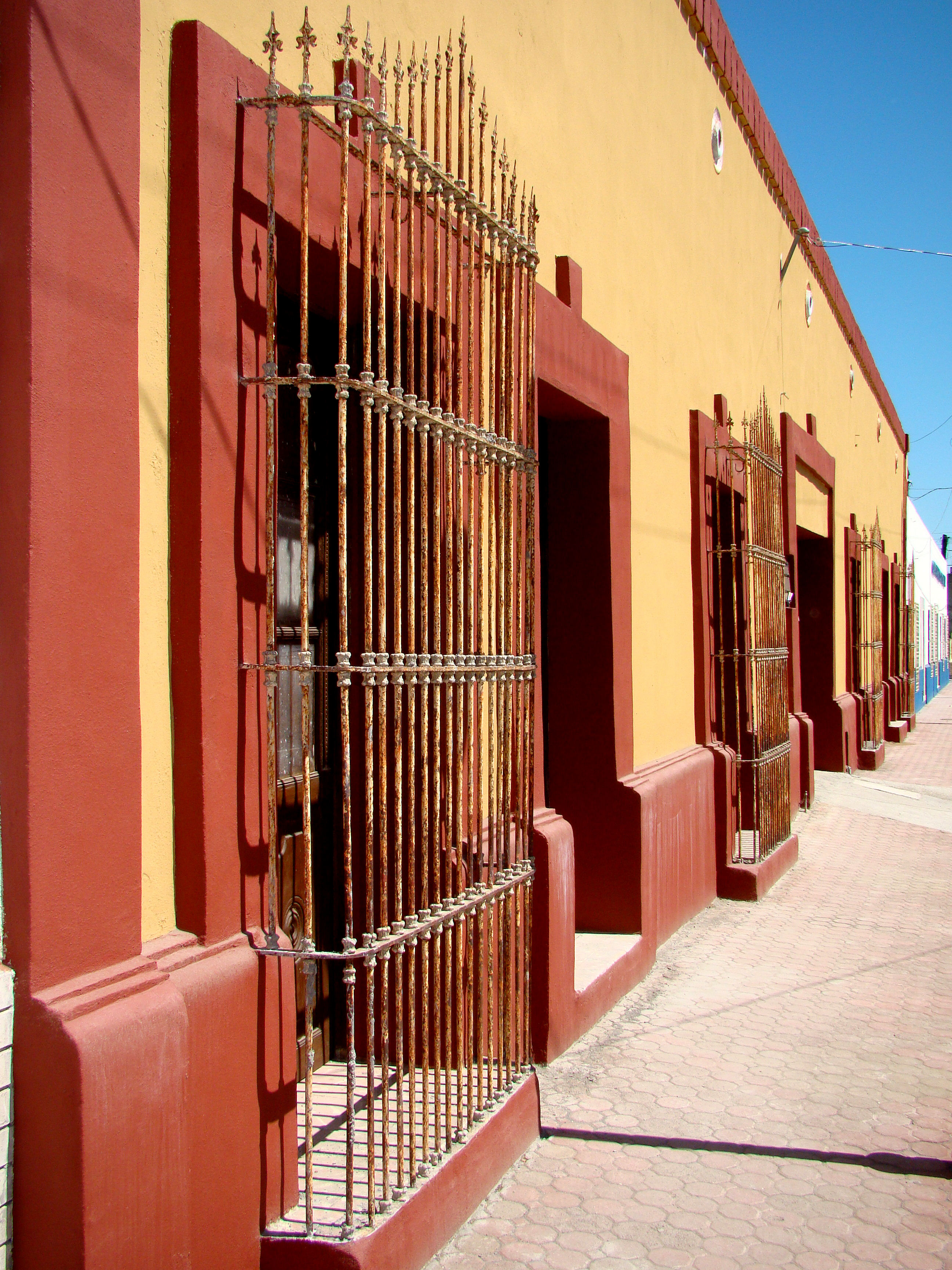
Centro histórico de General Terán.

A cinco kilómetros de la cabecera municipal se encuentra El Centro Recreativo “Sabino Gordo”, que es un sabino milenario y de gran circunferencia con manantial que jamás se agota. Se puede practicar un atractivo más del deporte de la pesca en la presa “Los Cristales” (45 km) y además con José Noriega (Los Mimbres) a 84 km de la cabecera municipal. Además de zonas arqueológicas como "La Loma del Muerto" y "Monte Huma" donde se pueden encontrar pinturas rupestres de las tribus ancestrales que habitaron la zona. 
En esta región, General Terán cuenta con un significativo volumen de producción de ganado bovino, caprino, cítricos, lácteos, hortalizas. Cuenta con diversidad de comercios, central regional de abastos de carnes de todo tipo, carnicerías de cabrito, productoras de queso, etc.

### Servicios

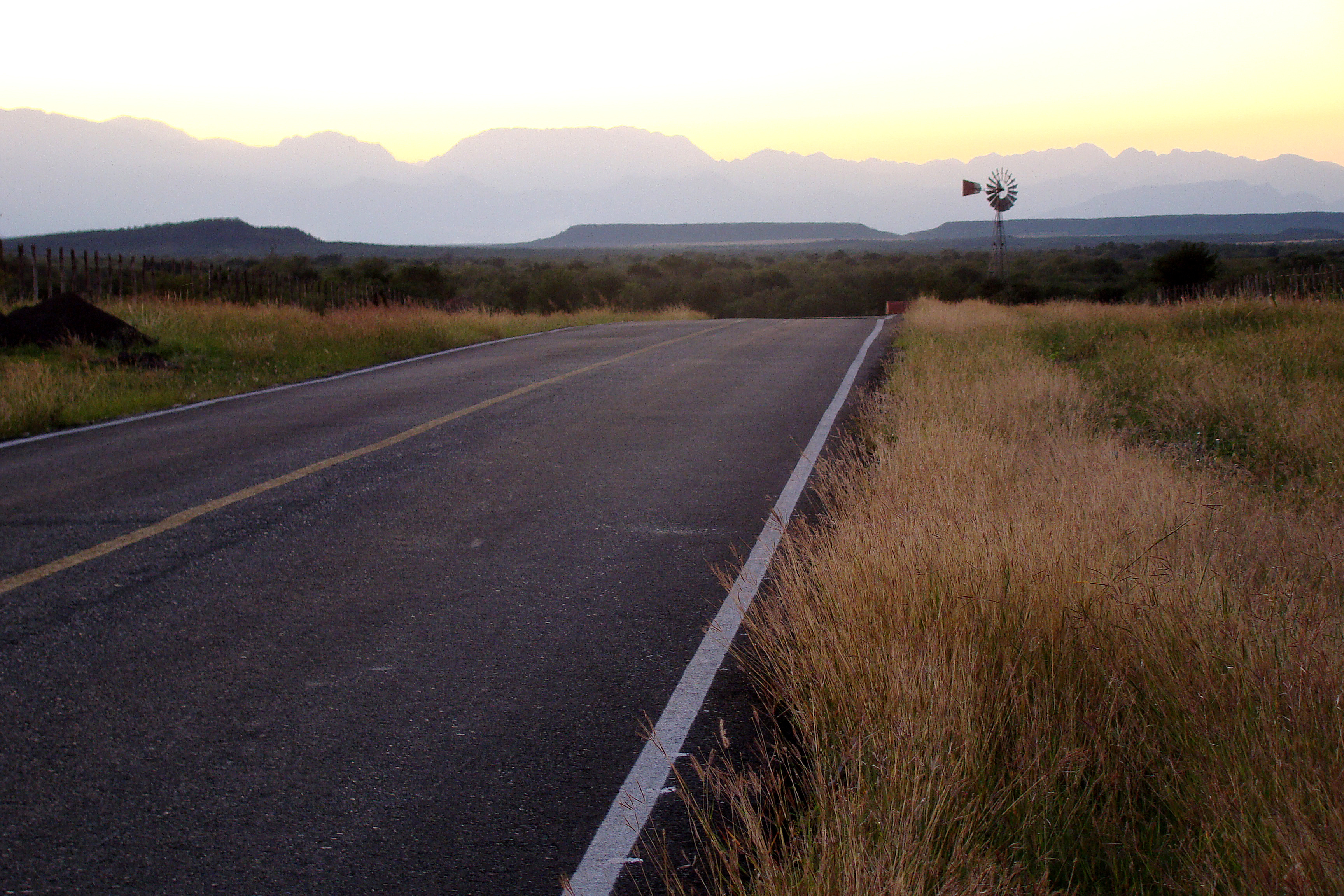
Camino al ejido "La Joya".

Existen talleres de reparación de automóviles, vulcanizadoras, lavados y engrasados, restaurantes, taquerías un hospital del Instituto Mexicano del Seguro Social, una clínica de la Secretaría de Salud, consultorios médicos, laboratorio de análisis clínicos, farmacias, escuelas primarias, escuelas secundarias y técnicas "General de División Anacleto Guerrero Guajardo", "Jaime Torres Bodet" entre otras, la Preparatoria número 14 de la UANL, además cuenta con un campus de la Universidad Lux, estudios fotográficos, sastrerías, banco, funeraria, casas de cambio, gasolineras, archivo histórico, biblioteca, centros deportivos, entre otros.

## Fiestas y tradiciones
31 de marzo se celebra la elección en Villa de General Terán, 15 de mayo procesión en el medio rural en honor de San Isidro Labrador, la tradicional ceremonia del Grito de la Independencia el día 15 de septiembre, 12 de diciembre en honor de la Virgen de Guadalupe. Los desfiles conmemorativos de las fechas más relevantes de las efemérides patrias: 16 de septiembre, 20 de noviembre, 5 de mayo y 10 de mayo.

## Gobierno
A quien es electo para gobernar cada 3 años se le llama presidente municipal; en el periodo actual (2024-2027) fue por el partido político de Movimiento Ciudadano, el presidente municipal es David Jonathan Sánchez Quintanilla hasta 2027.